# Badukiella subnigra
Badukiella subnigra là một loài Trichoptera trong họ Limnephilidae. Chúng phân bố ở miền Cổ bắc.